# 区長準公選条例
区長準公選条例（くちょうじゅんこうせんじょうれい）とは、かつて東京特別区の一部の区において存在した条例。

## 概要
1952年から1975年までの区長選任制だった東京特別区において、区議会の区長選任にあたってはあらかじめ区民投票を経て候補者を定めることを規定していた。公職選挙法で規制されている戸別訪問と文書活動については全面自由化されていた。
1967年に練馬区で区長準公選条例の制定請求運動が起こった。1972年に品川区で制定され、その後に練馬区、大田区、中野区、北区で区長準公選条例が制定された。
こうした区長準公選条例制定運動により、1974年に国会で地方自治法が改正され、翌1975年から区長公選制が復活した。

## 事例
品川区 - 品川区長候補者の選定に関する条例
1972年7月31日に品川区議会で区長準公選条例が可決された。多賀榮太郎品川区長職務代行者（助役）が美濃部亮吉東京都知事に地方自治法による審査を求めるも、8月9日に美濃部知事は条例を適法と認めたため、条例として成立した。
11月12日に投票が行われ、多賀榮太郎が当選した。
練馬区 - 練馬区長候補者の選定に関する条例
1972年10月13日に練馬区議会で区長準公選条例が可決された。
実際の投票は大田区の区長準公選よりも遅れ、1973年10月に実施となった。10月1日の公示から10月4日の締め切りまで候補者が田畑健介1人のみだったため、無投票となった。
大田区 - 区長候補者選定に関する条例
1972年12月30日に大田区議会で区長準公選条例が可決された。
1973年8月5日に投票が行われ、天野幸一が当選した。
中野区 - 区長候補者の選定に関する条例
1971年6月24日に中野区議会で区長準公選条例が可決された。しかし、区長職務代理の富士正男助役は地方自治法第176条第1項に基づいて再議に付し、再可決には3分の2が賛成が必要だったため、成立とはならなかった。
1973年2月12日に中野区議会で一部修正を経て区長準公選条例が可決された。
区長の残り任期中に区長公選制が復活したため、準公選制が実施されることはなかった。